# Бухарестський тролейбус
Бухарестський тролейбус — тролейбусна мережа в місті Бухаресті в Румунії. Відкрита 10 листопада 1949 року.

## Історія
Тролейбусний рух відкрито 10 листопада 1949 року, за маршрутом Piața Victoriei - Hipodrom. Перші тролейбуси були радянські, потім, з 1950-х, були представлені румунські моделі. 
У наступні два десятиліття мережу було значно розширено з 36 кілометрів у 1960 році до понад 147 кілометрів у 1968 році та до 179 кілометрів у 1980 році. Розширення Бухарестського метрополітену, яке було відкрито в 1979 році, призвело до серйозного скорочення мережі. Наступні нові лінії знову почали працювати лише в середині 1990-х.

## Лінії
Діє 17 тролейбусних маршрутів. Це найбільша в Румунії тролейбуснам ережа.
- 61: Complex Comercial Apusului − Piața Rosetti
- 62: Gara de Nord − Grup Școlar Auto
- 63: Master – Pod Izvor
- 66: Spitalul Fundeni − Vasile Pârvan
- 69: Valea Argeșului − Baicului
- 70: Bd. Basarabia − Facultatea de Medicină
- 72: Turnu Măgurele − Costache Stamate
- 73: Piața de Gros − Piața Sfânta Vineri
- 76: Piața Reșița − Costache Stamate
- 79: Bd. Basarabia − Gara de Nord
- 85: Gara de Nord − Baicului
- 86: Arena Națională − Clăbucet
- 90: Complex Comercial Pantelimon − Semănătoarea
- 93: Cartier Constantin Brâncuși − Piața Presei
- 95: Dridu − Străulești
- 96: Depoul Alexandria − Gara de Nord
- 97: Clăbucet − Pasaj Mihai Bravu

## Рухомий склад
На 2024 рік налічувалося 303 тролейбуси трьох марок: Astra/Ikarus (модель 415 T), Astra/Irisbus (модель Citelis) та Solaris Trollino 12.

## Тролейбусні депо
У Бухаресті 4 тролейбусних депо:
- Berceni
- București Noi
- Bujoreni
- Vatra Luminoasă